# Kievitwijk
De Kievitwijk is de officieuze naam van een buurt in Antwerpen aan de achterkant van het Centraal Station.

## Geschiedenis
De naam "Kievitwijk" is nog maar een paar jaar oud en ontstond tijdens de grote werken aan het Kievitplein en het protest ertegen. Daarvoor was het een naamloos vergeten stuk Antwerpen. De naam Kievitwijk sloeg meteen aan omdat de bewoners zelf nog geen naam hadden voor hun eigen buurt, wat het soms moeilijk maakte om aan andere Antwerpenaren uit te leggen waar ze nu eigenlijk woonden ("achter de zoo").
De wijk is grofweg gelegen langs beide zijden van de Lange Kievitstraat, tussen de Provinciestraat, Plantin en Moretuslei, de Zoo van Antwerpen en de spoorlijn Antwerpen-Nederland. Na de aanleg van de Brialmontwering kwam de wijk tot ontwikkeling rond 1845 door de aanleg van de Provinciestraat. Daarvoor was het gebied, gelegen aan de rand van de Potvliet enkel doorkruist door veldweggetjes. Het bevond zich immers binnen het schootsveld van de omwalling van Antwerpen, zodat er niet gebouwd mocht worden. De wijk bestond in het begin van de negentiende eeuw uit bloemenvelden, serres en enkele houten gebouwtjes die werden aangelegd door botanicus Charles Van Geert, die na de aanleg van de Zoo van Antwerpen zijn activiteiten zou verderzetten in het Arboretum Kalmthout.
Bestuurlijk maakt de Kievitwijk binnen het district Antwerpen deel uit van de Wijk Centraal Station. Door de ligging achter de Zoo en aan de 'andere' kant van de op een metershoge berm gelegen spoorweg heeft ze een heel ander karakter dan de "voorkant" van de stationswijk waar de De Keyserlei en het echte Statiekwartier liggen.
Door die geïsoleerde ligging sluit ze daarom momenteel eerder aan bij Borgerhout dan bij Antwerpen. Borgerhout was echter tot 1983 een aparte gemeente en historisch was de Kievitwijk eerder een verre uitloper van Joods Antwerpen dan een deel van Borgerhout. Tot de Tweede Wereldoorlog kende de buurt een grote Joodse populatie en nog steeds is er een grote Joodse school en een synagoge gelegen.
Door de geïsoleerde ligging van die smalle reep Antwerpen 'achter de spoorweg' was de Kievitwijk tot het begin van het millennium een beetje een vergeten stuk Antwerpen met veel overlast van hangjongeren, een groot onveiligheidsgevoel, leegstand (zoals het Copernicusgebouw, een voormalig administratief centrum), een braakliggend terrein en het ondertussen afgebroken Switel-hotel dat het drama van oudejaarsavond 1994 (toen bij een brand 15 mensen omkwamen) nooit te boven is gekomen.
Een aantal gebeurtenissen zorgden in het begin van deze eeuw voor een grondige transformatie van de buurt met de gecontesteerde geplande bouw van nieuwe kantoorgebouwen, die ondertussen deels gerealiseerd zijn.

## Het Centraal Station
Met de komst van de HST werd het Centraal Station van Antwerpen grondig verbouwd, met als belangrijkste feit voor de Kievitwijk de bouw van een nieuwe ingang aan het nieuwe Kievitplein, dat een administratief centrum werd.

## De verhuis van Alcatel-Lucent
De bestaande gebouwen van Alcatel op het Antwerpse Zuid (ook gekend als "Den Bell") werden te klein en het bedrijf dreigde zijn zetel uit Antwerpen weg te trekken als de overheid geen nieuwe locatie vond. Ondanks buurtprotest in de Kievitwijk werd de nieuwe hoofdzetel wel degelijk in de Kievitwijk gebouwd. De oude Alcatell-gebouwen op het Zuid werden ondertussen ingericht voor de administratieve diensten van de Stad Antwerpen.

## Het voormalig klooster
Tussen de Ploegstraat en de Provinciestraat ligt de Sint-Dominicuskerk (uit 1925) en bijhorend klooster (rond 1900) van de Dominicanen. Beiden werden in 2001 door de orde verlaten en vervolgens verkocht aan projectontwikkelaar GL die de bedoeling had er kantoorgebouwen neer te planten.
In 2004 werden de gebouwen gekraakt door de Anarchistische Bond en in 2006 werd de buurtwerking Kievitsnest opgericht op voorzet van stRaten-Generaal. Met deze acties wilde men protesteren tegen het tekort aan sociale voorzieningen in de wijk en tegen de plannen om de hoofdzetel van Alcatel-Lucent in nieuwe flatgebouwen in de buurt in te planten. Na oorspronkelijke tegenkanting van de overheid wordt de kraak voorlopig gedoogd.
Eind 2005 verkondigde de provincie Antwerpen aan dat ze het kloostercomplex zou aankopen om er (tijdelijk?) een buurtcentrum van maken. De plannen om de gebouwen alsnog te slopen voor nieuwe kantoren lijken nog steeds niet van de baan.
In 2008 werd het klooster door de provincie ter beschikking gesteld van het Daklozen Actie Komité zodat ze er nachtopvang, een inloop, keukenprojecten, kunstateliers, muziekprojecten, een IT workshop, een freeshop, een fietsatelier, woonprojecten en dergelijke meer konden organiseren. Eind 2010 trok het DAK uit het complex weg omdat ze het gevoel had dat de overheid hen systematisch gebruikte om hulpbehoevenden op te vangen zonder zelf iets te moeten doen.
In de voormalige kerk vinden allerlei activiteiten plaats, van klerenmarkten, litteratuurhappenings tot optredens, zowel klassieke muziek, harde techno, punk als Mauro Pawlowski stonden reeds op de agenda.

## Buurtwerking
Niet enkel anarchisten en daklozen verzetten zich tegen de kantoorbouw in de wijk, maar een aantal buurtcomités uit de buurt, waaronder Den Dreihoek vzw bundelden de krachten in het comité De Ploeg met onder meer buurtbewoner Manu Claeys. Ondanks pogingen van de overheid om de krakers zwart te maken en de buurt tegen hen op te zetten werken de buurtverenigingen nauw met hen samen en ontkennen ze dat de kraak de onveiligheid in de wijk heeft verhoogd.

## De huidige toestand
Fase I van het plan is momenteel afgerond, met de bouw van acht hoge buildings, waaronder de Alcatell-Toren, een aantal hotels en kantoren voor de Vlaamse overheid (het Anna Bijnsgebouw).
Het project is tot dusver geen onverdeeld succes. De buurt is nog steeds weinig bekend en er is weinig passage van mensen, met grote problemen voor de handelaars die zich hier en in het Centraal Station gevestigd hebben.
In 2011 had fase II moeten beginnen, waarbij de ontwikkeling moet gebeuren van de buurt in de richting van de Plantin Moretuslei. Hierbij zouden alle bestaande gebouwen, op een synagoge na, moeten verdwijnen. Het project heeft echter vertraging.
De Britse kunstenaar Richard Woods werd aangesteld om de buurt op te vrolijken, wat resulteerde in het ophangen van kleurrijke panelen aan een aantal gebouwen, zoals het kantoor van de scouts. Een ander kunstproject betrof het bekleden van de achterkant van de gebouwen van de Antwerpse Zoo met een rotswand. Op het Kievitplein zelf werd het werk Qu'y vit? neergepland, dat bestaat uit vijf reusachtige metalen Baobabbomen, een werk van de Belgische kunstenaars Dirk Lenaerts, Rolf Mulder en Joris Michielsen.
Op 15 september 2010 besliste Vlaams minister Geert Bourgeois dat het Vlaams Verkeerscentrum zal verhuizen naar het Kievitplein.
Het leegstaande Copernicusgebouw werd voor 18 jaar verhuurd aan de VDAB die er in het najaar van 2010 introk, ondanks het buurtprotest omdat er in de oorspronkelijke plannen was afgesproken dat een deel van het gebouw zou worden afgebroken om er een openbaar plein van te maken.